# 1,6-桥亚甲基［10］轮烯
1,6-桥亚甲基[10]轮烯是一种芳香烃，化学式為C11H10。它是第一个被发现具有芳香性的环癸五烯衍生物。

## 制备
首先通过伯奇还原反应，将萘还原成1,4,5,8-四氢萘，然后与二氯卡宾（由氯仿与叔丁醇钾反应产生）发生加成反应，生成三元环。之后，产物再次被还原，脱去氯原子，最后用2,3-二氯-5,6-二氰对苯醌（DDQ）移除中间的一根键并脱氢，产生1,6-桥亚甲基[10]轮烯。

## 芳香性
1,6-桥亚甲基[10]轮烯是环癸五烯（[10]轮烯）的衍生物，其中两个氢原子被桥联亚甲基（-CH
2-）取代。它早在1964年就被发现，是第一个被发现具有环癸五烯芳香环的化合物。
受到桥联亚甲基的影响，1,6-桥亚甲基[10]轮烯的结构扭曲，[10]轮烯骨架中的10个碳原子不在同一平面内。照理来说，原子们需处于同一个平面才会有芳香性，但不符合这一条件的1,6-桥亚甲基[10]轮烯仍具有芳香性。1,6-桥亚甲基[10]轮烯的X射线分析与核磁共振谱发现其中碳-碳键键长没有交替变化，确认了其芳香性。
1,6-桥亚甲基[10]轮烯的共振能低于萘。

## 应用
1,6-桥亚甲基[10]轮烯已用于生产导电聚合物。